# Tuławki
Tuławki (niem. Tollack) – wieś w Polsce położona w województwie warmińsko-mazurskim, w powiecie olsztyńskim, w gminie Dywity.
W latach 1975–1998 miejscowość administracyjnie należała do województwa olsztyńskiego. Wieś znajduje się w historycznym regionie Warmia.
We wsi znajduje się barokowa kaplica.
W 2009 kręcone były sceny do serialu Dom nad rozlewiskiem. Mieszka tu i prowadzi gospodarstwo rolne Piotr Bałtroczyk.